# دة منصوربالكي (مقاطعة تشرام)
دة منصوربالكي (بالفارسية: ده منصورپالکی) هي قرية تقع في قسم بشتة ذيلايي الريفي (مقاطعة تشرام) في إيران.